# Emil Bahrfeldt
Emil Bahrfeldt (* 1. Januar 1850 in Prenzlau; † 26. März 1929 in Berlin) war ein deutscher Numismatiker und Versicherungsdirektor.

Die Vorfahren kamen aus Lieberose und ließen sich in der Uckermark nieder, lebten dann u. a. in Prenzlau. Die Eltern waren Rudolf Bahrfeldt (1810–1894), zeitweilig Gutspächter in Willmine bei Templin, und Emilie Stuht (1854–1895) aus Klein Krekow. Die Eltern lebten später in Fürstenwalde bei Berlin. Der jüngere Bruder war der spätere General, gleichfalls Numismatiker und 1913 nobilitierte Max von Bahrfeldt. Der Regierungspräsident Max jun. von Bahrfeldt war sein Neffe.
Emil studierte anfangs Landwirtschaft in Halle und war dann von 1883 bis 1922 für die Gothaer Feuerversicherungsbank in Berlin tätig. 1888 wurde er in Tübingen zum Dr. phil. promoviert.
Schon früh galt sein ganzes Interesse der Numismatik, hier insbesondere dem Münzwesen von Brandenburg im Mittelalter. Ausgehend von der Katalogisierung der Münzsammlung der Marienburg schrieb er u. a. Darstellungen der Münzgeschichte von Danzig, Thorn und Elbing. Bahrfeldt besaß auch selbst eine bedeutende Sammlung, die 1921 versteigert wurde.
1898 bis 1928 gab er die Berliner Münzblätter heraus. Ab 1902 war er Vorsitzender der Numismatischen Gesellschaft zu Berlin, ab 1906 der Numismatischen Abteilung des Gesamtvereins der deutschen Geschichts- und  Altertumsvereine.

## Veröffentlichungen (Auswahl)
- Beschreibung der Münzen- und Medaillensammlung in der Marienburg. 7 Bände, 1901–1929.
- Das Münzwesen der Mark Brandenburg. 3 Bände, 1889–1913.
- Mittelaltermünzen. Ausgewählte Schriften 1881–1928. Auswahl und Einleitung von Bernd Kluge. Zentralantiquariat der DDR, Leipzig 1987 (Inhaltsverzeichnis, mit Biographie und Schriftenverzeichnis).